# USS Canonicus (ID-1696)

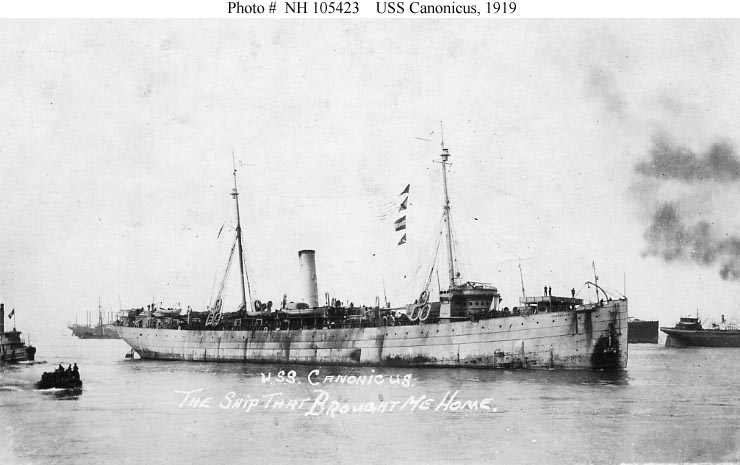
"Canonicus" w porcie w 1919 w czasie służby jako transportowiec wojska

USS Canonicus (ID-1696) – amerykański statek przerobiony na stawiacz min i transportowiec wojska. Był w służbie US Navy w latach 1918 - 1919.

## Historia
Okręt został zwodowany jako jednostka komercyjna "El Cid" 7 października 1899 w stoczni Newport News Shipbuilding and Dry Dock Company w Newport News. W 1917 United States Shipping Board przejęła kontrolę nad jednostką od Southern Pacific Steamship Company. US Navy nabyła ją od Shipping Board 23 listopada 1917 do służby w czasie I wojny światowej. Okręt został wyposażony do służby jako stawiacz min przez  Morse Dry Dock and Repair Company w Brooklynie. Przydzielono mu Identification Number (Id. No. 1696) i wcielono oficjalnie do służby jako USS "Canonicus" 2 marca 1918. Pierwszym dowódcą został komandor porucznik T. L. Johnson, USN.
"Canonicus" wyszedł z Newport 12 maja 1918 wraz z 1 Eskadrą Minową (ang. Mine Squadron 1) kierując się w stronę Inverness w Szkocji. Dotarł na Wyspy Brytyjskie 27 maja 1918 i operował z Inverness i Invergordon stawiając miny morskie w ramach Pola Minowego Morza Północnego (ang. North Sea Mine Barrage). Zadanie to wypełniał do 11 listopada 1918, po czym wrócił do Hampton Roads (Wirginia) 3 stycznia 1919.
7 lutego 1919 "Canonicus" został przydzielony do Sił Krążowniczych i Transportowych (ang. Cruiser and Transport Force). Odbył trzy podróże pomiędzy wschodnim wybrzeżem USA i Francją przewożąc do Stanów Zjednoczonych 4166 żołnierzy.
Okręt wycofano ze służby 7 sierpnia 1919 i zwrócono do United States Shipping Board w celu przekazania go dalej do dawnego właściciela.